# Sapo (álbum)
Sapo es el primer y único álbum de estudio de la banda estadounidense del mismo nombre. Fue publicado a finales de enero de 1974 por Bell Records.

## Grabación y producción
Producido por John Simon, Sapo se grabó en los estudios Wally Heider, en San Francisco, California, por el ingeniero Fred Catero. La remezcla del álbum se llevó a cabo en los estudios Generation Sound, en la ciudad de Nueva York, por Tony May.

## Recepción de la crítica
Un escritor no especificado de Billboard describió Sapo como un “buen conjunto de rock latino de la escuela Santana/Malo, destacado por interpretaciones igualmente hábiles de los instrumentos y las voces, ya sea en inglés («Been Had») o en español («Ritmo del Corazón»). Muy por encima del promedio”.

## Rendimiento comercial
La revista Billboard informó en la semana que finalizó el 16 de febrero de 1974 que Sapo fue una selección de radio FM con transmisión en WVVS-FM, unas de las principales estaciones progresivas de los Estados Unidos.

## Lista de canciones
Todas las canciones escritas y compuestas por Richard Bean, excepto donde esta anotado. 
| Lado uno |                                                                       |          |  |
| N.º      | Título                                                                | Duración |  |
| 1.       | «Been Had» (R. Bean, Joe Bean)                                        | 5:33     |  |
| 2.       | «Can't Make It»                                                       | 5:00     |  |
| 3.       | «Ritmo del Corazon» (R. Bean, Oscar Estrella, Jose Simon, Raul Rekow) | 6:13     |  |
| 4.       | «Get It On»                                                           | 6:30     |  |

| Lado dos |                                           |          |  |
| N.º      | Título                                    | Duración |  |
| 1.       | «Nina» (Kincaid Miller)                   | 4:38     |  |
| 2.       | «It's the Music»                          | 5:31     |  |
| 3.       | «Sapo's Montuno» (R. Bean, Charles Gomez) | 6:01     |  |
| 4.       | «Wishbone» (R. Bean, J. Bean, Ron Smith)  | 5:43     |  |

## Créditos y personal
Créditos adaptados desde las notas de álbum de Sapo.
Sapo
- Richard Bean – voz principal, timbales
- Jose “Simon” – bajo eléctrico, coros
- Bobby “Brown” Gaviola – batería, coros
- Raul Rekow – conga, coros
- Kincaid Miller – piano eléctrico, piano de cola, clavinet, coros
- Oscar Estrella – guitarra, coros

Músicos adicionales
- Joe Ellis – trompeta, fliscorno
- Bill Atwood – trompeta, fliscorno
- Wayne Wallace – trombón (3)
- Jules Rowell – trombón
- Jack Schroer – saxofón tenor
- Dave Liebman – saxofón tenor (6)
- Dave Poe – flauta

Personal técnico
- John Simon – productor
- Fred Catero – ingeniero de audio
- Tony May – mezclas
- Bill Dollar – mánager
- David Larkham – diseño de portada
- Ed Caraeff – fotografía
- Beverly Weinstein – directora artística